# Álvaro Wille Trejos
Álvaro Wille Trejos (San José, 17 de mayo de 1928 - 11 de junio de 2006) fue un entomólogo costarricense que dedicó su vida a estudiar los insectos de Centroamérica, en especial a las abejas. Además, realizó varios trabajos de campo y se adentró en las selvas costarricenses, entre los que destaca el primer estudio de Corcovado, en un momento en el que el bosque lluvioso estaba en peligro por la minería ilegal, por lo que sus investigaciones casi le cuestan la vida al entomólogo.

## Primeros años
Álvaro Wille nació en San José, el 17 de mayo de 1928, de padre alemán y madre costarricense, pero pasó gran parte de su infancia en los cafetales de su abuelo, que estaban rodeados de bosques tropicales, y donde despertó su interés por los animales. Desde pequeño Wille fue muy curioso. En sus propias palabras; “observaba detalladamente y tomaba fotos sobre cómo los machos de algunas especies de abejón usan sus cuernos al competir por las hembras. Sin embargo, no sabía que la manera precisa en que se usan estos cuernos era considerada un misterio en esa época."

## Carrera
Wille empezó su relación con la Universidad de Kansas (Estados Unidos) cuando el profesor Raymond Hall, junto con un grupo de expedicionarios, vinieron a Limón (Costa Rica) para recolectar especies del bosque húmedo tropical y contrataron al joven Álvaro para que les ayudaran en la búsqueda de especies. A partir de ahí, Wille se fue estudiar a la Universidad de Kansas, donde también realizó una maestría y un doctorado sobre entomología.
En Kansas formó parte de un equipo de trabajo que durante décadas investigó para descifrar la evolución de la vida social de los insectos, un estudio en el que fue básico la aportación de Wille sobre los insectos en Mesoamérica.
Álvaro Wille combinó su faceta de profesor en la Facultad de Agronomía de la Universidad de Costa Rica, con la de aventurero, que le llevó a investigar diferentes bosques tropicales y lluviosos de Centroamérica, como por ejemplo la búsqueda de abejas fósiles en la selva de Chiapas en México o las investigaciones en el bosque lluvioso de Corcovado, que reúne más del 2,5 por ciento de la biodiversidad del planeta. 
Durante años formó parte del Consejo de editorial de la revista costarricense “Biología Tropical”, cargo que abandonó en 1998 por su mala salud. También fundó en 1962 el primer Museo de Insectos de Costa Rica, el cual dirigió hasta 1985.

## Fallecimiento
Falleció el 11 de junio de 2006 a 78 años de edad.

## Reconocimiento
Wille recibió varias distinciones, entre ellas el Premio nacional Aquileo Echevarría en 1983, por su libro “Corcovado: Meditaciones de un biólogo”. 
Su pasión e investigación por los insectos ha hecho que le dediquen cuatro especies distintas de invertebrados que llevan su nombre, un meliponini, dos abejas y un simúlido: Eulaema willei (Moure 1963), Pseudomethoca willei (Mickel 1969), Meliwillea bivea (Roubik, Lobo-Segura y Camargo 1988) y Gigantodax willei (Vargas y Ramírez 1998). 
Wille murió el 11 de junio de 2006, pero eso no ha evitado que se siga reconociendo su labor, pues su figura dio nombre al Centro de Estudios y Empoderamiento Comunal Doctor Álvaro Wille Trejos de la Fundación Neotrópica, situado en la Península de Osa (Pacífico Sur), cerca del Parque nacional Corcovado.

## Datos relevantes
1949 ingresa a la Universidad de Kansas (Lawrence, Ks.). 
1954 expedición científica a México y Costa Rica bajo la dirección del Departamento de Zoología y Entomología de la Universidad de Kansas.
1959 doctorado en Entomología. 
1959-1985 profesor Investigador de la Facultad de Agronomía de la Universidad de Costa Rica.
1961-1985 Jefe del Departamento de Entomología de la Facultad de Agronomía.
1962 Fundador y  director (hasta 1985) del Museo de Insectos de la Universidad de Costa Rica.
1961 “Evolución del sistema nervioso en las abejas”
1965 “Sistemática de las abejas del género Trigona en Mesoamérica”
1969  “Apuntes sobre la taxonomía de los insectos”
1973 “The Nest Architecture of Stingless Bees with Special Referente to tose of Costa Rica”
1975 “Efecto de la ceniza del Volcán Irazú (Costa Rica) en algunos insectos” (Coautor con Gilbert Fuentes)
1983 “Corcovado: Meditaciones de un Biólogo” (reeditada en 2001 con el nombre de “Reflexiones y estudios de un biólogo en las selvas de Corcovado” y con el que ganó el premio nacional Aquileo Echeverría en 1983. 
2009 Creación del Centro de Estudios y Empoderamiento Comunal Doctor Álvaro Wille Trejos (CEEC-AWT), nombrado así en su honor.